# 地板冰壺
地板冰壺（Floor Curling）是由冬季奧運會項目冰壺衍生而來的一種新興運動。
隨着它於1998年成為冬季奧運會比賽項目後， 再加上每四年一屆的冬奥電視轉播，引起更多人的注意。在缺乏寒冷天氣或完善的冰壺場地設施的地區，亦掀起了推動地板冰壺(Floor Curling) 的熱潮。
地板冰壺是冰壺(Curling)運動的簡易版，Floor Curling 本身並不是球類運動，器材亦不是球型，因此地壺球此說法並不成立。

## 歷史
地板冰壺運動可以追溯至1980年代的加拿大，此時已有“Floor Curling”俱樂部的成立，使用木塊加上把手,替代重達20公斤的花崗岩冰壺,在塗臘的地板上,模擬冰面的賽道,進行練習和舉辦定期的比賽。，這被認為是地板冰壺運動的原型。
在英國的John Bennett於2000年以塑膠壓模成圓形壺體再加上三個滾珠軸承和把手,創造了名為 Kurling的地板冰壺產品,使地板冰壺產品可以免除需要在擦上臘的地板上進行活動,模擬冰壺比賽的活動在英國的社區和學校流行起來,並成為一些慈善團體籌募經費的活動。,之後於2008年在加拿大成立的公司(Rock Solid Productions Inc.),同樣以塑膠製成扁圓形的壺體,再加上把手和三個滾珠軸承,造成另一種,被命名為“FloorCurl”的地壺用品。。至今因應供應需求,在不同地區也有生產商,製造類似的產品。同時坊間對於“Floor Curling”的壺和相關配套器材的需求大增,對於它的質量要求也提高。
於2017年JustCurl為讓地板冰壺更接近於冰壺的手感和形體，研發了符合國際冰壺學院規格的地板冰壺，既適合康樂和體育活動，又可用作教授冰壺的輔助教具和地板冰壺競技比賽時的專用器材。

## 香港地板冰壺發展狀況
自2014年開始，慈善團體 Just Education Services Organisation 一直支持在香港推廣地板冰壺 (Floor Curling)和冰壺(Curling)活動，協助組織有關發展和培訓工作。及後，更擴展到中國內地，台、泰、馬和歐洲等地。
在香港教育界方面，地板冰壺的學校活動和課程在多年前已有學校和機構引入到校園推行,當中包括校本課程,亦有一些校園體驗活動。在2022年香港教育局報告冬季奧運運動的推動情況時引用了學校可立中學（嗇色園主辦）與可風中學（嗇色園主辦）的校本課程經驗，提到使用地板冰壺作為推廣冰壺運動的教學方法。

## 地板冰壺器材
一個地板冰壺遊戲的地板冰壺器材一般包括一條賽道地席、16個壺(兩種顏色，每隻顏色有8個)、和指揮捍。
地板冰壺地席一般分標準長地席和短地席2種，標準長地席的大小是2米闊10米長，而短地席則為2米闊7.5米長。而地板冰壺的16個壺則是限重在1300g至1400g之間的水平，而在大小方面則是大約有101.37MM高和195.3MM的直徑,形狀呈圓形。

## 玩法
一般一場地板冰壺比賽共有8局，分2隊比賽，雙方分別有4位隊員參與,位置包括第一投手、第二投手、副隊長與隊長,另外在比賽時2隊亦應設1名後備隊員。
地板冰壺總共有16個壺，每隊有8個壺,每局每位隊員順序投出2個壺。
地板冰壺投壺的規則與冰壺和地壺球不同,地板冰壺投壺的位置是可以變動的，只要是在有效投壺範圍皆可以作出投壺。
計分的規則和冰壺一樣，在得分有效區內計算勝方(擁有最近中心點的壺的一方)比敗方最近中心點的壺近的壺數以得出比分。

## 地板冰壺場地
地板冰壺可以在室內與室外遊玩，只要配備適當之地板冰壺地席就基本上可以在很多不同場地遊玩，場地分為三個區，投壺區，欄線，大本營。

## 和地板冰壺相似的運動
- 冰壺
- 沙狐球
- 地壺球

## 外部連結
- 香港特別行政區政府教育局 （页面存档备份，存于）
- 奧運教育系列 （页面存档备份，存于）
- 香港冰壺學院 （页面存档备份，存于）
- 地板冰壺運動的歷史 （页面存档备份，存于）
- 地板冰壺玩法 （页面存档备份，存于）
- Home - FloorCurl （页面存档备份，存于）
- How To Play （页面存档备份，存于）